# Cheap Trick (альбом, 1977)
Cheap Trick (в переводе с англ. — «дешёвый трюк») — дебютный студийный альбом американской рок-группы Cheap Trick, выпущенный в 1977 году.
Cheap Trick спродюсировал Джек Дуглас, который увидел выступление группы в кегельбане города Уокешо, Висконсин, и убедил Тома Вермана из Epic Records подписать с группой контракт. Запись проходила осенью 1976 года в нью-йоркской студии Record Plant. Во время рекорд-сессий было записано около двадцати песен, но в альбом вошли только десять. Многие из этих песен исполнялись группой ещё на ранних концертах, а некоторые из невошедших в альбом вышли на последующих альбомах. Дуглас хотел запечатлеть в альбоме концертную мощь группы, и добился на записи такой же плотности звука как у блюз-рок/хард-рок-группы Aerosmith, с которыми он работал. Альбом звучит совершенно иначе, нежели все более поздние альбомы Cheap Trick. Джек Дуглас позже снова вернётся к работе с группой, над их мини-альбомом 1980 года Found All the Parts, и над альбомом 1985 года Standing on the Edge, а также в конце 1990-х над перезаписанной версией «Surrender» и несколькими песнями к Rockford (2006).
Большинство песен имеют сырое тяжёлое звучание близкое к хард-року, и сильно отличается от гладкого пауэр-попа который станет играть группа в дальнейшем. Многие песни, хотя и звучат жизнерадостно и с долей юмора, их тематика иногда касается мрачных и спорных вещей, также не свойственных последующим альбомам. Например, в «The Ballad of T.V. Violence» поётся о мыслях массового убийцы Ричарде Спеке и первоначально песня носила название «The Ballad of Richard Speck», которое было изменено по настоянию лейбла. В «Daddy Should Have Stayed in High School» от первого лица поётся о педофиле, а в «Oh Candy» о друге группы, фотографе Маршалле Минце по прозвищу «m&m», совершившем самоубийство. Помимо этого, в альбом вошла кавер-версия песни «Speak Now or Forever Hold Your Peace» британского блюз-рокера Терри Рида. Песня «Mandocello» названа в честь мандочеллы, которая из коллекции Рика Нильсена и на которой он сыграл в этой песне.

## Релиз и отзывы
Альбом, получивший название Cheap Trick, вышел в феврале 1977 года. Он был тепло принят критиками, хотя некоторые из них ошибочно отнесли группу к новой волне, но его продажи оказались невысоки. Единственный альбомный сингл «Oh Candy» с песней «Daddy Should Have Stayed in High School» в качестве би-сайда провалился в чарте. Однако, группа начала развивать фан-базу в Японии, и песня «ELO Kiddies», выпущенная в Европе синглом стала там хитом.
Cheap Trick наряду с тремя последующими альбомами считается как критиками так и поклонниками лучшей работой группы.
1 мая 1998 года Cheap Trick исполнили альбом полностью, начав с «Elo Kiddies», в концертном зале Metro Chicago. С 30 апреля по 3 мая группа дала в этом зале четыре концерта, на каждом исполнив по одному из первых четырёх альбомов, приуроченных к их переизданиям. Эти концерты были записаны и частично вошли в концертный альбом 1999 года Music for Hangovers.

## Список композиций
- Все песни написаны Риком Нильсеном, кроме отмеченных.

Сторона «А»
1. «Hot Love» — 2:30
2. «Speak Now or Forever Hold Your Peace» (Терри Рид) — 4:35
3. «He’s a Whore» — 2:43
4. «Mandocello» — 4:47
5. «The Ballad of T.V. Violence (I’m Not the Only Boy)» — 5:15

Сторона «Б»
1. «ELO Kiddies» — 3:41
2. «Daddy Should Have Stayed in High School» — 4:44
3. «Taxman, Mr. Thief» — 4:16
4. «Cry, Cry» (Нильсен, Зандер, Петерссон) — 4:22
5. «Oh, Candy» — 3:07

На оригинальной виниловой пластинке одна сторона была помечена как «Сторона A», а другая как «Сторона 1», что отражало убеждение группы в том, что они не имеют второсортных песен. Хотя, на задней обложке «Hot Love» со «Стороны A» значится раньше, что предполагает отсчёт песен с неё. Когда альбом был издан в середине 1980-х на компакт-диске, он также начинался с «Hot Love». Однако, в переиздании 1998 года группа решила сделать первой песней «ELO Kiddies».

### Бонус-треки на переиздании 1998 года
В 1998 году вышло переиздание альбома, в которое вошло 5 бонус-треков, состоящих из ауттейков с записи альбома, включая раннюю студийную версию их хита «I Want You to Want Me».
1. «Lovin’ Money» — 4:09
2. «I Want You to Want Me» — 2:43
3. «Lookout» — 3:30
4. «You’re All Talk» (Нильсен, Петерссон) — 3:31
5. «I Dig Go-Go Girls» — 3:06

### Ауттейки
- «Disco Paradise»
- «Surrender» (позже перезаписана для альбома Heaven Tonight)
- «Auf Wiedersehen» (позже перезаписана для альбома Heaven Tonight)
- «Ultramental» (позже была переделана и стала заглавным треком в альбоме Dream Police)

## Участники записи
- Робин Зандер — вокал, ритм-гитара
- Рик Нильсен — лид-гитара, бэк-вокал, мандочелла на песне «Mandocello»
- Том Петерссон — бас-гитара, бэк-вокал
- Бен Е. Карлос — ударные

Дополнительно
- Джек Дуглас — продюсер
- Джей Мессина — инженер
- Сэм Гинсберг — помощник инженера

## Кавер-версии
- В 1987 году американская нойз-рок-группа Big Black выпустила кавер-версию песни «He’s a Whore» в качестве сингла. Обложка сингла была выполнена в стиле обложки альбома Cheap Trick[17]. Песня вошла в качестве бонус-трека в CD-издание альбома их альбома 1987 года Songs About Fucking.
- В документальном фильме End of the Century: The Story of the Ramones, Джонни Рамон заявил что гитарный рифф песни «The KKK Took My Baby Away» был вдохновлён риффом из «He’s a Whore».
- Вокалист Mötley Crüe Винс Нил перепел «He’s a Whore» в своём кавер-альбоме 2010 года Tattoos & Tequila. А рифф из неё послужил вдохновлением для риффа из песни Mötley Crüe «Public Enemy #1» из их дебютного альбома 1981 года Too Fast for Love.
- Кавер-версия песни «Mandocello» в исполнении группы Concrete Blonde вышла в их сборнике 1994 года Still in Hollywood.